# Râul Glăvănești
Râul Glăvănești este un curs de apă, afluent al râului Jijia. 